# مسجد شالبافان
مسجد شالبافان مربوط به دوره قاجار است و در همدان، ۴۵متری هگمتانه، محله شالبافان واقع شده و این اثر در تاریخ ۱۹ مهر ۱۳۷۸ با شمارهٔ ثبت ۲۴۵۸ به‌عنوان یکی از آثار ملی ایران به ثبت رسیده است.